# شهرداری لووتومر
شهرداری لووتومر (به لاتین: Municipality of Ljutomer) یک منطقهٔ مسکونی در اسلوونی است که در اسلوونی واقع شده‌است. شهرداری لووتومر ۱۰۷٫۲ کیلومتر مربع مساحت و ۱۱٬۷۲۰ نفر جمعیت دارد.

## خواهرخوانده
شهر اوژیتسه خواهرخواندهٔ شهرداری لووتومر هست.